# Xestocephalus apicalis
Xestocephalus apicalis är en insektsart som beskrevs av Melichar 1903. Xestocephalus apicalis ingår i släktet Xestocephalus och familjen dvärgstritar. Inga underarter finns listade i Catalogue of Life.